# شصت و ششمین جشنواره بین‌المللی فیلم برلین
شصت و ششمین دوره جشنواره بین‌المللی فیلم برلین از تاریخ ۱۱ تا ۲۱ فوریه ۲۰۱۶ برگزار شد. مریل استریپ رئیس رئیس هیئت داوران این دوره بود.
خرس طلایی جشنواره به فیلم مستند آتش در دریا ساختهٔ جانفرانکو رزی رسید.

## هیئت داوران

### رقابت اصلی
افراد زیر به هیئت منصفه برای بخش مسابقه برلین بودند:
| اسم     | اسم                       | حرفه     | ملیت                |
| ------- | ------------------------- | -------- | ------------------- |
| nothumb | مریل استریپ (رئیس داوران) | بازیگر   | ایالات متحده آمریکا |
| nothumb | لارس ایدینگر              | بازیگر   | آلمان               |
|         | نیک جیمز                  | منتقد    | بریتانیا            |
|         | بریژیته لاکومب            | عکاس     | فرانسه              |
| nothumb | کلایو اوون                | بازیگر   | بریتانیا            |
| nothumb | آلبا رورواشر              | بازیگر   | ایتالیا             |
| nothumb | مالگورزاتا شوموفسکا       | کارگردان | لهستان              |

### ویژگی اول
افراد زیر به عنوان هیئت منصفه برای جایزه بهترین فیلم اول اعلام شده‌است:
- میشل فرانکو، کارگردان و تهیه‌کننده مکزیکی
- انریکو لو ورسو، بازیگر ایتالیایی
- اورسولا مایر، کارگردان فرانسوی-سوئیسی

### فیلم کوتاه
افراد زیر به عنوان هیئت منصفه برای بخش فیلم کوتاه اعلام شده‌است:
- شیخه هور القاسمی، نقاش و مدرس دانشگاه اماراتی
- کاترینا گرگوس، موزه دار، نویسنده و سخران یونانی
- آوی موگرابی، فیلمساز و مدرس دانشگاه اسرائیلی

## در رقابت
فیلم‌های زیر برای رقابت اصلی جوایز خرس طلایی و خرس نقره‌ای انتخاب شده‌اند:
| عنوان انگلیسی           | عنوان اصلی                        | کارگردان(ها)    | کشور تولیدکننده         |
| ----------------------- | --------------------------------- | --------------- | ----------------------- |
| بوریس بدون بئاتریس      | Boris sans Béatrice               | دنی کوت         | کانادا                  |
| نابغه                   | نابغه                             | مایکل گراندیج   | بریتانیا، آمریکا        |
| تنها در برلین           | تنها در برلین                     | وینسنت پرز      | آلمان، فرانسه، بریتانیا |
| ویژه نیمه‌شب             | ویژه نیمه‌شب                       | جف نیکولز       | آمریکا                  |
| روزهای صفر              | روزهای صفر                        | الکس گیبنی      | آمریکا                  |
| نامه‌هایی از جنگ         | Cartas da Guerra                  | ایوو فری‌یرا     | پرتغال                  |
| اژدها وارد می‌شود!       | اژدها وارد می‌شود!                 | مانی حقیقی      | ایران                   |
| آتش در دریا             | Fuocoammare                       | جانفرانکو رزی   | ایتالیا، فرانسه         |
| لالایی برای راز غم‌انگیز | Hele Sa Hiwagang Hapis            | لاو دیاز        | فیلیپین، سنگاپور        |
| کمون                    | Kollektivet                       | توماس وینتربرگ  | دانمارک، سوئد، هلند     |
| آنچه در پیش است         | L'Avenir                          | میا هانسن-لووه  | فرانسه، آلمان           |
| ۱۷ساله بودن             | Quand on a 17 ans                 | آندره تشینه     | فرانسه                  |
| مرگ در سارایوو          | Mort à Sarajevo / Smrt u Sarajevu | دانیس تانویچ    | فرانسه، بوسنی و هرزگوین |
| ایالات متحده عشق        | Zjednoczone Stany Miłosci         | توماش واشیلفسکی | لهستان، سوئد            |
| ۲۴ هفته                 | 24 Wochen                         | آنه زوهرا براخد | آلمان                   |
| جریان مخالف             | Chang Jiang Tu                    | یانگ چائو       | چین                     |
| هادی                    | نحبک هادی                         | محمد بن عطیه    | تونس                    |
| من نرو هستم             | من نرو هستم                       | رفیع پیتز       | آلمان، فرانسه، مکزیک    |